# Phyllonorycter deceptusella
Phyllonorycter deceptusella är en fjärilsart som först beskrevs av Victor Toucey Chambers 1879.  Phyllonorycter deceptusella ingår i släktet guldmalar, och familjen styltmalar. Inga underarter finns listade i Catalogue of Life.